# Tuvalu National Library and Archives
Tuvalu National Library and Archives (TNLA) ist die Nationalbibliothek von Tuvalu. Sie befindet sich in Funafuti.

## Einrichtungen
Die TNLA verwahrt die „vital documentation on the cultural, social and political heritage of Tuvalu“ (lebenswichtige Dokumente zum kulturellen, sozialen und politischen Erbe von Tuvalu), unter anderem die übrigen Aufzeichnungen der Kolonialadministration der „Gilbert and Ellice Islands“, sowie die Archive der Regierung von Tuvalu.
Die Archive gelten als „verhältnismäßig gut untergebracht“ (comparatively well housed), aber als „bedroht durch häufige Nutzung und durch das Risiko, in einer Zyklon-trächtigen Region fortgewaschen zu werden. Beschädigung durch Umwelteinflüsse und falsche Nutzung kommt selbst bei Schlüssel-Archivalien vor“ (endangered ... through frequent and heavy use and ... through risk of being washed away in a cyclone-prone area. Environmental and handling damage is occurring to key customary records). Daher  wurde 2005 das Tuvalu National Archives Preservation Pilot Project (EAP005) und das Tuvalu National Archives major project of 2005 durch die British Library und das Pacific Manuscripts Bureau der ANU Research School of Pacific and Asian Studies, Australian National University begonnen. Die Archive wurden auf Mikrofilm aufgenommen und digital kopiert.
Kana Teafiula ist der Bibliothekar und Archivar der Institution.